# R2-D2
R2-D2，是出现于电影星際大戰系列中的一个機械人角色，常被简称为R2，在正传电影中由肯尼·貝克扮演。R2-D2是少有的几个出现於所有星球大戰電影的角色（除它之外，九部电影及兩部正史動畫中都出现的角色包括R2的机器人同伴C-3PO，而R2-D2是唯一一个在全九部电影及兩部正史動畫中都以同一个形象登场的角色。）。R2的首次出场是在《星際大戰首部曲：威脅潛伏》中，安納金·天行者向帕德梅·艾米达拉展示了C-3PO的时候。在正傳六部曲中，幾乎每部中也有幫助主角脫險的時候。在動畫《複製人戰爭》中，R2-D2經常能夠把困難重重的任務完成，在波巴費特暗殺魅使·雲度和安納金時，安納金拜託R2-D2回絕地神殿求救，結果R2-D2在避開波巴費特的追擊後，成功回到絕地神殿找救援，安納金對R2的信任程度，就連雲度大師也感到佩服。現實中，今原真申為R2-D2的創做者。